# Paul Gottfried Röhrig
Paul Gottfried Röhrig (* 31. Mai 1925 in Windeck; † 24. April 2007 in Nümbrecht) war ein deutscher Pädagoge und Hochschullehrer.

## Ausbildung und Beruf
Er besuchte die Volksschule und machte nach der Kriegszeit, in der er auch eingezogen und gefangen genommen wurde, 1948 sein Abitur an der Hollenbergschule in Waldbröl.
Von 1948 bis 1954 studierte er in Köln Pädagogik, Germanistik und die Philosophie. Danach war er bis 1970 stellvertretender Direktor der VHS Köln. Währenddessen schrieb er seine Doktorarbeit „Politische Bildung. Herkunft und Aufgabe“, mit der er 1961 bei Theodor Ballauff in Mainz promovierte. 

## Professuren
Von 1964 bis 1970 erhielt er schon Lehraufträge für Allgemeine Pädagogik an der Pädagogischen Hochschule Bonn und für Erwachsenenbildung bei der Pädagogische Hochschule Rheinland. 1970 wurde er dort auf den Lehrstuhl für Allgemeine Pädagogik berufen, ab 1971 ergänzt um einen Lehrauftrag für Geschichte und Theorie der Erwachsenenbildung. 1980 wurde er Professor für Pädagogik an der Universität Köln.
Seine Hauptarbeitsgebiete waren die Politische Bildung und die Geschichte der Erwachsenenbildung. Sein spezielles Interesse galt der dänischen Volkshochschulbewegung. 

## Quelle
- Biografie des Deutschen Institutes für Erwachsenenbildung

| Personendaten    | Personendaten                          |
| ---------------- | -------------------------------------- |
| NAME             | Röhrig, Paul Gottfried                 |
| KURZBESCHREIBUNG | deutscher Pädagoge und Hochschullehrer |
| GEBURTSDATUM     | 31. Mai 1925                           |
| GEBURTSORT       | Windeck                                |
| STERBEDATUM      | 24. April 2007                         |
| STERBEORT        | Nümbrecht                              |